# Powódź w Ameryce Południowej (2017)
Powódź w Ameryce Południowej – klęska żywiołowa, która nawiedziła Peru i Ekwador na przełomie lutego i marca 2017 roku, a która dotknęła m.in. stolicę Peru, Limę.
W wyniku silnych opadów deszczów i lawin błotnych zginęło 101 osób, a około 100 tysięcy osób straciło domy. Najgorsza sytuacja wystąpiła w Limie, ale powódź dotknęła także regiony Amazonas, Apurimac, Arequipa, Ayacucho, Cajamarca, Cusco, Huancavelica, Huanuco, Junin, La Libertad, Loreto, Madre de Dios, Moquegua, Pasco, Piura, Puno, San Martín, Tacna i Ukajali. Także w sąsiednim Ekwadorze na skutek powodzi zginęło 40 osób, a 123 budynki zostały zniszczone.

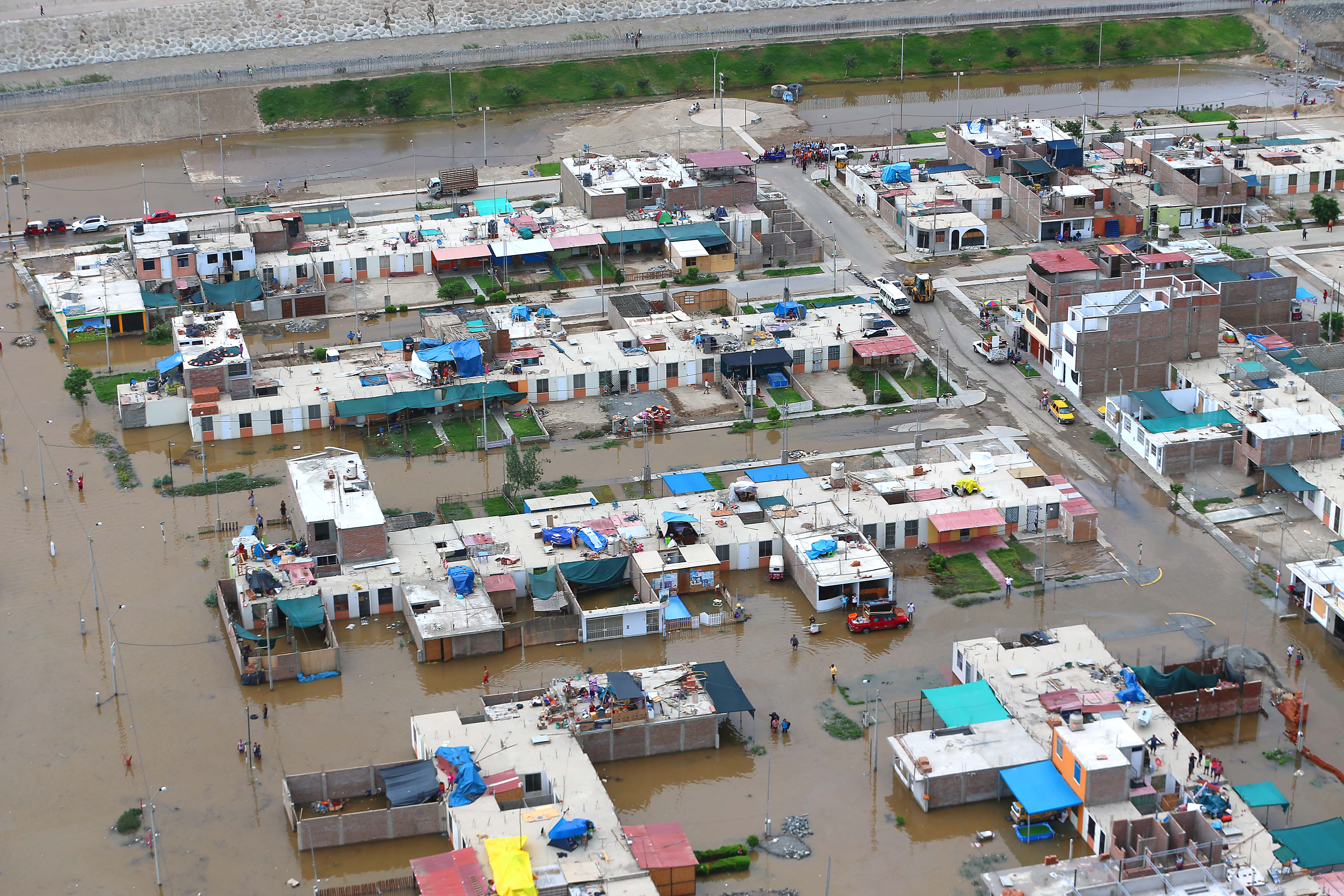
Region Ica

## Ofiary
| Kraj    | Ofiary śmiertelne |
| ------- | ----------------- |
| Peru    | 101               |
| Ekwador | 40                |
| Razem   | 141               |